# Trapster
Trapster (Peter Petruski) (El Trampero en España) es un supervillano que aparece en los cómics estadounidenses publicados por Marvel Comics.

## Historial de publicaciones
El primer Trapster es uno de los primeros supervillanos que se activó durante la "Edad de Plata" de Marvel Comics. Hace su primera aparición como Paste-Pot Pete (español: Pete el pegador o Pete Pote de Pasta) en Strange Tales # 104 (enero de 1963), y como Trapster en Fantastic Four # 38.

## Biografía
Peter Petruski nació en Gary, Indiana. Originalmente se hacía llamar Pete el pegador (Pete Pote de Pasta, en España), el villano y criminal profesional enemigo de la Antorcha Humana en sus esfuerzos por vender un nuevo misil estadounidense a los soviéticos. Sin embargo, él se escapó con su pasta para coger el ala de un avión, luego de sumergirse en el mar.
Después de un esfuerzo en solitario fallido contra la Antorcha Humana, Pete salió de la cárcel y se asoció con el asistente en los esfuerzos para superar a su enemigo juvenil. Pete estaba enojado con el Mago para actuar como líder del equipo. El Mago fue enmarcado por la Antorcha Humana de un robo. Consiguieron que la Antorcha Humana fuera la casa del Mago y utilizan de aire comprimido para obligarlo a una cámara de espejos de acero, planea llenar el lugar con un gas que cortar el suministro de oxígeno de la antorcha. Sin embargo, la Antorcha Humana derrite a través de la pasta que lo sujetaba al suelo, crea un duplicado en llamas para engañar a los dos, luego aumentó su llama permitiéndole grabar a través de los espejos. Los villanos sólo se dieron cuenta de este engaño cuando el falso Antorcha Humana se desvaneció debido al gas, y para entonces la Antorcha Humana había recuperado su llama y capturaron a los dos en un anillo llameante. Pete más tarde proporcionó a los Vengadores con un disolvente para disolver al Barón Zemo y al Adhesivo-X, y fue puesto en libertad condicional. Se aprobó un nuevo vestuario y armamento, y lucharon con la Antorcha Humana y la Cosa utilizando nuevos tipos de pasta. Capturó a la Cosa, y entonces la Antorcha Humana, pero aun así fue derrotado. Mago y Pete eventualmente formar equipo con el Hombre de Arena y Medusa de los Inhumanos como los Cuatro Terribles para luchar contra los Cuatro Fantásticos. Fue poco después de la formación de los Cuatro que Pete abandonó su viejo alias y asumió como Trapster, más intimidante ("Spider-Man / Antorcha Humana" la miniserie representa el catalizador del cambio de nombre para ser Spider-Man que no poder parar de reír cuando Pete se presentó). Los Cuatro Terribles chocarían una y otra vez con los Cuatro Fantásticos, a menudo disfrutando de ciertos éxitos en sus esfuerzos. Con los años, la membresía de los Cuatro Terribles podría variar, pero el hombre una vez conocido como Paste-Pot Pete serviría en prácticamente todas las encarnaciones en las que el Mago también sirvió, leales a su antiguo jefe.
Cambió su nombre de delincuente a Trapster y apareció con nuevo armamento en Fantastic Four # 38, con la segunda aparición de los Cuatro Terribles, en un intento de hacerse sonar más formidable. En este encuentro, los Cuatro Terribles fueron capaz de derrotar a los Cuatro Fantásticos. Con los años, un chiste en los cómics de Marvel héroes involucrados y villanos por igual recordando a Trapster de su nombre anterior de "Pete el pegador" - que inevitablemente mandar a volar en cólera. Un encuentro casual con Balder una vez impidió adquisición de Cuatro Terribles de la sede de Los Cuatro Fantásticos. Con los Cuatro Terribles, pronto se enfrentaron a los Cuatro Fantásticos de nuevo, y después lucharon contra Daredevil. Fue contratado por Red Skull para adquirir información de Sharon Carter, y luchó contra el Capitán América. Además, Mago y Hombre de Arena, que más tarde lucharon contra Medusa. Junto con el Mago, Hombre de Arena, y Medusa como los Cuatro Terribles de nuevo, una vez más lucharon contra los Cuatro Fantásticos.
Trapster a menudo ha buscado reconocimiento independiente, luchando contra prácticamente todos los héroes "a pie de calle" en el Universo Marvel, ya sea por diseño o por oposición a algún esquema criminal. Trapster una vez incluso derrotó a Daredevil en combate singular. La victoria resultó de corta duración, como el Doctor Doom interrumpió su lucha en una campaña de su propia contra Daredevil, y poco después el héroe sería vengar su derrota. Trapster también intentó asaltar el edificio Baxter (justo antes de que fuera destruido por el segundo Doctor Doom), mientras que los Cuatro Fantásticos participaban de distancia, en Secret Wars, pero víctima vergonzosamente cayó a los sistemas de seguridad y la recepcionista robot, convirtiéndose así en el primer villano de ser derrotado por un edificio vacío. Sin embargo, tuvo un momento apreciado por los héroes cuando él estaba convencido de liberar al Capitán América que fue atrapado por el Barón Heinrich Zemo y su potente adhesivo X, inventando el primer medio para neutralizar el producto químico previamente incontrarrestable.
Entristecido por constantes derrotas, Trapster buscaría la ayuda de Tinkerer en el rediseño de su arsenal. Su adición de relojes de bombas por su armamento pegamento y una bandolera de varios explosivos y trucos, Trapster unió fuerzas con el villano mutante Torbellino en un intento por derrotar al Capitán América. A pesar de su mejora arsenal, fueron derrotados los dos villanos.
El Trapster encontró su momento de victoria sobre Spider-Man cuando se asoció con el escándalo, pero antes de que el dúo pudo culminar a Spider-Man acabado, sus empleadores dijo que su pago se duplicaría si dejaban a Spider-Man y a él solos y ellos obedecieron. Más tarde derrota a Spider-Man en combate uno a uno después de ser reclutado para luchar contra el trepamuros como parte de los actos de venganza de conspiración; fue sólo a través de más mínimo capricho del destino que Spider-Man incluso sobrevivió a la batalla. Sin embargo, cuando el Trapster se enteró de la supervivencia de Spider-Man y regresó para terminar el trabajo, él encontraría al trepamuros ahora en posesión de los poderes cósmicos (finalmente revelado como una manifestación Uni-Power) con la que Pete fue derrotado fácilmente.
Más tarde, durante la historia de Crisis de Identidad, Trapster sería contratado por Norman Osborn para matar a un hombre y hacer que parezca Spider-Man que lo hizo, y con el fin de encubrir esto a Osborn puso precio a la cabeza de Trapster, atrayendo a los asesinos como la Mano. y su anterior aliado Shocker. Trapster sin saberlo, se unieron con Spider-Man - ahora como alias Dusk, razonando que el actualmente solitario Trapster necesitaría un aliado y alguien con quien hablar en su estado actualmente vulnerables - en un intento para vengarse de Osborn, y finalmente de confesar su crimen a la policía a fin de eliminar la razón de Osborn para querer verlo muerto (aunque él mantuvo la identidad de su secreto empleador en caso de que lo necesitaba más adelante).
Durante su mandato con una encarnación de Cuatro Terribles (incluyendo a Hydro-Man y el misterioso Salamandra), Mago, cansado de los fracasos de Trapster y su lloriqueo de general cruelmente sellado el villano en un tiempo de ciclo de repetición, una trampa de la que puede "Nunca escapar." Sin embargo, Petruski efectivamente escapa.
Durante la historia Secret Wars, Trapster fue reclutado por Lucía von Bardas, el ex primer ministro de Latveria y se coloca en su ejército secreto de los villanos de base tecnológica. Ella envió el ejército contra Wolverine, Spider-Man, Luke Cage, Daredevil y el Capitán América, los cinco héroes de Nick Fury que había enviado a Latveria para detener la financiación criminal secreto de Lucía. Cuando la batalla comenzó a girar a favor de los héroes, Lucía volvió toda la armadura de su ejército la tecnología en una bomba. El agente desconocido de Nick Daisy la derrotó y se salvaron vidas del ejército de armadura. Pete escapó a los héroes en la lucha resultante entre Fury y Wolverine.
Durante Civil War, Trapster fue visto como un miembro de los Seis Siniestros. Más tarde fue entre un ejército de supervillanos organizados por Hammerhead que fue capturado por Iron Man y S.H.I.E.L.D.
Después de Civil War, Trapster apareció como un miembro de los nuevos 'Cuatro Terribles', junto con Hydro-Man, Titania y Klaw.
Apareció en Brand New Day como uno de los villanos en la barra, y más tarde lucha contra Spider-Man en el Brand New Day extra en un solo disparo. 
Durante la historia Dark Reign, Trapster más tarde apareció en una alianza criminal, Zodíac.
Trapster estaba con los Cuatro Terribles cuando fueron enviados por Intelligencia para atacar el Edificio Baxter y de capturar a Mr. Fantástico.
Después, M.O.D.O.K. había revivido los otros miembros de Intelligencia después de la pelea con los Seis Siniestros, que deja espacio para Trapster para unirse a ellos. Su encuentro fue interrumpido por Deadpool (que intentó hundir el barco donde estaban) sólo para Trapster para derrotar a Deadpool.
Cuando Peter Parker (en el cuerpo moribundo del Doctor Octopus) envía un mensaje a varios supervillanos para capturar vivo a Otto Octavius (en el cuerpo de Spider-Man) para llevarlo a la Balsa, Trapster se encuentra entre los supervillanos que recibe el mensaje. Trapster coloca a quien cree que es el Doctor Octopus en un sistema de soporte vital portátil que él había creado. Trapster teletransporta a Peter, Hydro-Man y Scorpion a uno de los escondites del Doctor Octopus y luego pide el pago. Pero Peter les recuerda que tienen que capturar a Spider-Man vivo y llevarlo ante el "Doctor Octopus" (para encontrar una manera de cambiar las mentes de Peter y Otto). Trapster fue encontrado más tarde recogido en el escondite por la policía con una nota que decía "Cortesía de su amable vecindario Doc Ock".
En un club nocturno de supervillanos como parte de All-New, All-Different Marvel, Trapster se encontró con su compañero de equipo en los espantosos cuatro Titania que se dirige a él como "Paste-Pot Pete". Embosca a Titania en un callejón afuera, intentando robarla, pero Titania lo derrota fácilmente.
Durante la historia Avengers: ¡Standoff!, Trapster era un recluso de Pleasant Hill, una comunidad cerrada establecida por S.H.I.E.L.D. Usando el proyecto Kobik, S.H.I.E.L.D. transformó a Trapster en un amable jardinero de Pleasant Hill llamado Willie. El Barón Zemo y Fixer restauraron su memoria y ayudó a asaltar un puesto avanzado de S.H.I.E.L.D. que se utilizó como el Ayuntamiento de Pleasant Hill.

## Poderes y habilidades
El Trapster no posee poderes sobrehumanos, sino que depende de una variedad de dispositivos tecnológicos. Él diseñó un traje de tela elástica sintética equipado con botes de almacenamiento de pasta y el lubricante y botas adhesivas amañado y guantes para permitir caminar por las paredes. Su principal arma ha sido siempre proyectil pegamento, inicialmente entregado por una pistola conectada por un tubo blindado a un contenedor en su persona, entonces cañones muñeca pasta-tirador, y, finalmente, dispararon directamente desde la punta de los guantes. Él puede disparar un chorro de pegamento líquido que los geles de inmediato en una cuerda elástica, lo que le permite duplicar web tiradores de Spider-Man (hasta el punto en que es la única persona de Spider-Man sabe que incluso puede crear un duplicado aproximada de su cinta). Él fue capaz de crear una pasta a prueba de fuego. Pete también ha diseñado botas que le permiten caminar por las paredes liberando secuencialmente un poderoso pegamento y luego un disolvente. Petruski también ha creado lubricantes, que puede hacer una superficie sin fricción, y descubrió una manera de disolver el extremadamente poderoso "Adhesivo X" creado por el Barón Heinrich Zemo. Pete también ha creado un polvo capaz de hacer Mister Fantástico moléculas inestables inertes. Trapster es un químico experto, un tirador experto, y un artista talentoso disfraz. Él ha utilizado en otros dispositivos, como discos anti-gravedad, gorras de explosivos, transmisores de ultrasonido, una plataforma anti-gravedad, y varias trampas mecánicas utilizadas para restringir o enredar a los opositores.

## Otros personajes llamados Trapsters

### Larry Curtiss
Lawrence "Larry" Curtiss es una versión diferente de Trapster que apareció en Iron Man Annual # 12. Conocido como "Trapster", fue asistente del jefe de seguridad de la Compañía Petrolera Roxxon y robó el traje y las armas de Peter Petruski. También tenía mini-misiles de búsqueda de calor equipados con cargas de conmoción y misiles de cola (disparados desde pistoleros). Usó el equipo de Trapster para robar los programas de invenciones de Iron Man y deseó reemplazar a su jefe como jefe de seguridad en Roxxon. Sin embargo, fue descubierto por su jefe y derrotado por Iron Man.

### Tercer Trapster
Un tercer Trapster se estrelló una batalla entre Spider-Man y Buitre, que estaba usando el alias Falcon en ese momento. Ella los inmovilizó a los dos y huyó con el botín de Buitre.

## Otras versiones

### Marvel 1602
Una variación del Trapster aparece en 1602: Fantastic Four como uno de los miembros de 1602, los Cuatro Terribles : "Los cuatro que son terribles". Él es un experto cazador, de ahí su nombre.

### Spider-Ham
Peter aparece como un pájaro llamado Paste Pot Peep en Peter Porker, el Spectacular Spider-Ham # 16.

## En otros medios

### Televisión
- Trapster (Peter Petruski) apareció en el 1978, los Cuatro Fantásticos episodio "Los Cuatro Terribles", expresado por el gen de Moss. Fue reclutado por el Mago para unirse a ellos. Esta versión no utiliza súper adhesivos en sus crímenes, sino que utiliza trampas complejas.

- Trapster (Peter Petruski) apareció en el 1994, los Cuatro Fantásticos episodio "Y la Medusa Wind Cries", con la voz de Beau Weaver. Él es visto como un miembro la del Mago, de los Cuatro Terribles.

- Trapster (Peter Petruski) aparece en Fantastic Four: grandes héroes del mundo episodio "espantoso", con la voz de Samuel Vicente. Una vez más, se le ve como un miembro de Cuatro Terribles. En el episodio, que también se conoce como Pega-Pot Pete, un nombre que parece despreciar fuertemente ahora.

- La versión de Trapster aparece en The Super Hero Squad Show, con la voz de David Barco. En el episodio "If This Be My Thanos", acompaña a MODOK y Abominación en una redada en el Edificio Baxter para obtener un artefacto específico para Thanos. Como en otras ediciones, él se burló sin cesar por su nombre 'Pete' e incluso intenta cambiarlo a 'Trapster' en un punto. También juega un papel importante en el episodio "The Melt Commeth hielo", donde se le ve como un miembro del Equipo Tóxico junto a Pyro y Zzzax.

- La versión de Peter Petruski como Trapster aparece en la serie de Ultimate Spider-Man, con la voz de Steven Weber: 
  - En la primera temporada, apareció por primera vez en "Un Gran Poder", se le ve como un miembro de los Cuatro Terribles. Aunque Spider-Man lo derrotó en la batalla, Trapster coloca en secreto un localizador en Spider-Man, para que los otros 3 miembros puedan localizar a Spider-Man. En el episodio 16 "Abajo el Escarabajo", Spider-Man y su equipo luchan contra Trapster en Time Square. Spider-Man y su equipo (Power Man, Iron Fist, Nova y White Tiger) utiliza una táctica que consiste en dañar el engranaje de Trapster y atrapándolo en una tubería de alcantarillado de metal. En el episodio 21, "Soy Spider-Man", Trapster lucha contra Spider-Man en la escuela y agarra a Mary Jane Watson. Cuando Mary Jane se libera, Trapster continúa luchando contra Spider-Man. Una semana antes de los errores de Trapster hacia Flash Thompson como Spider-Man durante un robo en el museo. Trapster logra utilizar su arma para atrapar a Peter Parker bajo una estatua de museo al intentar a Flash fuera del camino. Pero Peter se pone fuera de la vista para ayudar en secreto Flash a defenderse de Trapster que termina en retirada. Trapster más tarde ataca a Flash en la noche de apertura, causando Peter se ponga un traje duplicado de Spider-Man para luchar contra Trapster. Esta lucha se lleva a la etapa en el medio del juego de Spider-Man al que Phil Coulson tuvo que jugar a lo largo de mantener a la audiencia de entrar en pánico. Una vez pronto llegar a la parte en que este episodio viene en donde Trapster agarra Mary Jane, pero ella se libera como Trapster continúa la lucha contra Spider-Man. Spider-Man lanza a Trapster a través de la pared y atrapa Trapster con su propia arma. Cuando Flash inicia el canto, Trapster pide ser llevado a la cárcel por lo que no iba a poner con el canto de flash. En el episodio 23, "No es un juguete", Trapster se muestra en el medio de un atraco a un banco cuando el escudo del Capitán América golpea a su paquete de pegamento que hace que su propia cola cubra a Trapster lo suficiente para ser detenido por la policía. En el episodio 25, "Revelado", Trapster con los Cuatro Terribles invaden un almacén en Oscorp y terminan peleando con el equipo de Spider-Man. Sin embargo, los Cuatro Terribles habían fijado en realidad una trampa donde se escapan mientras que el equipo de Spider-Man son atacados por el Doctor Octopus y sus Octobots.
  - En la segunda temporada el episodio 23, "Una Segunda Oportunidad", Trapster con los Cuatro Terribles cuando pelean contra Iron Patriot (Norman Osborn) y Spider-Man a la que son derrotados.
  - En la cuarta temporada, episodio final, "Día de Graduación, Parte 2", aparece al final cuando Spider-Man al salir de una tienda de pasteles, lo atrapa por solo 3.4 segundos siendo ahora inigualable.
- La versión de Peter Petruski de Trapster tiene un cameo no sonoro en Avengers Assemble. En el episodio piloto, se lo ve derrotado por Hawkeye.

### Libros
- Una de las batallas de Paste Pot Pete con el Capitán América se reproduce parcialmente en 'The Penguin Book of Comics'.[32]